# Saint-Maime-de-Péreyrol
Saint-Maime-de-Péreyrol è un comune francese di 278 abitanti situato nel dipartimento della Dordogna nella regione della Nuova Aquitania.

## Società

### Evoluzione demografica
Abitanti censiti